# Problemas sociais dos Estados Unidos

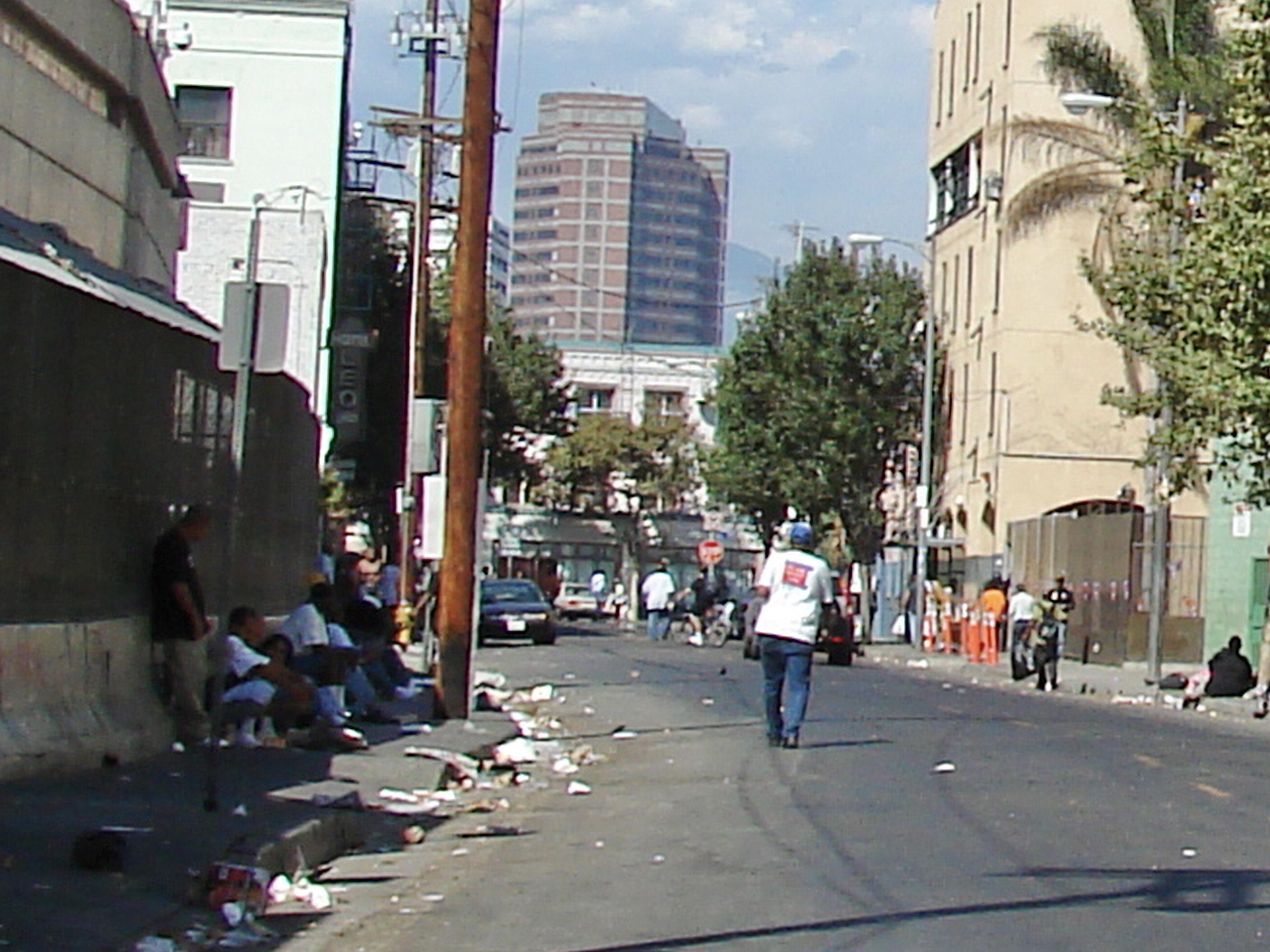
Skid Row, em Los Angeles, área com a maior concentração de sem-tetos dos Estados Unidos. (2006).

Embora sejam ricos e desenvolvidos, os Estados Unidos da América não estão isentos de problemas: o preconceito racial, a xenofobia, a falta de um sistema de saúde público nacional, a falta de matérias-primas e a manutenção de sua balança comercial estão entre os de maior controvérsia social, política e econômica do país. Num país de riqueza e desenvolvimento humano elevados, não existe sequer uma raiz única para todos os problemas norte-americanos, sendo que cada mazela social tem uma origem única em particular, já que todos os países do mundo, sejam eles de maior ou menor PIB, são realmente sobrepujados positivamente e/ou negativamente pelo país apelidado pelos brasileiros de Tio Sam e pelos hispano-americanos de Gringolândia.

## Segregação racial e imigração ilegal

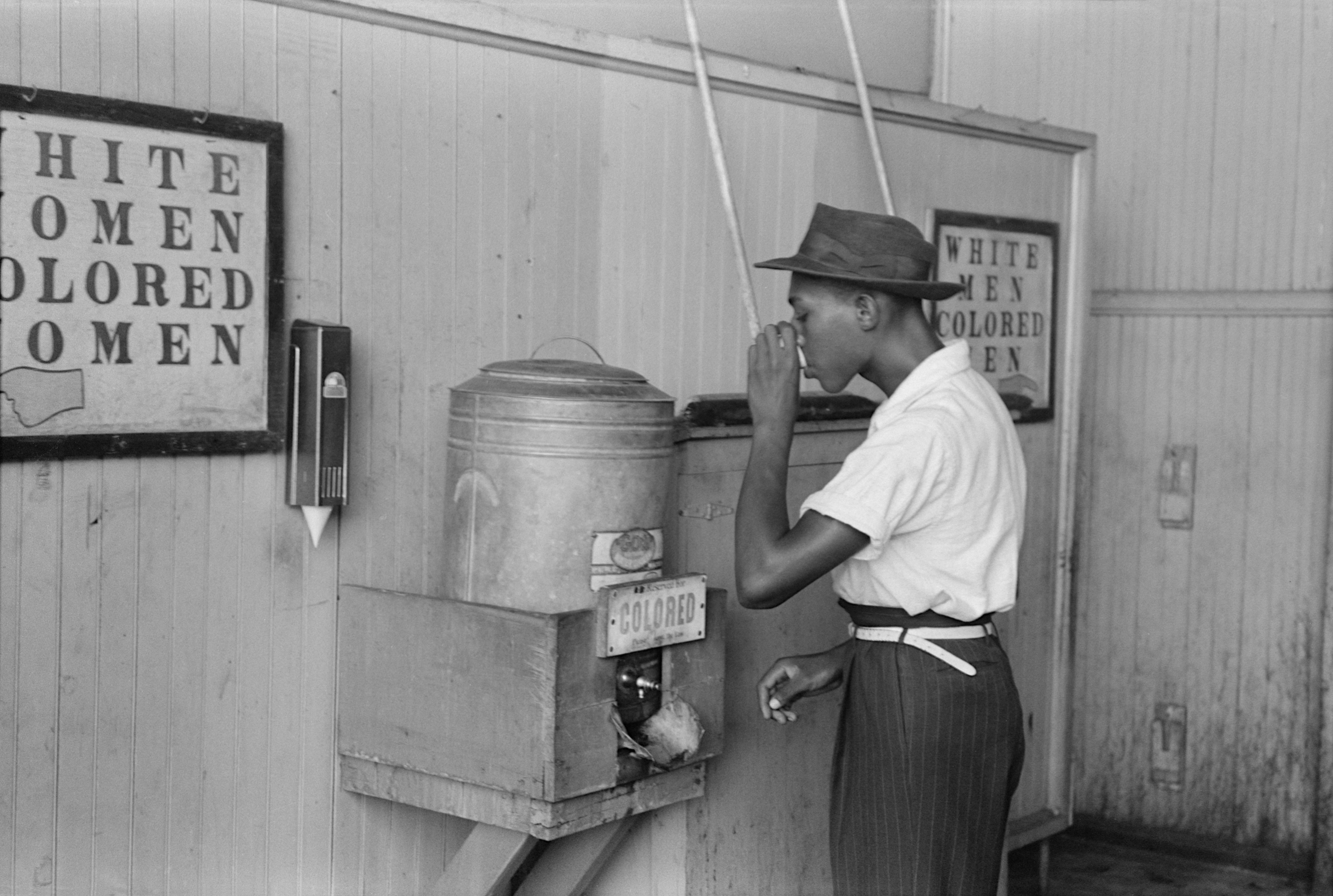
Bebedouros distintos para "brancos" e "negros" nos Estados Unidos, em 1939.

Até os anos 1970, a questão étnica era restrita, na prática, à população negra, habitantes dos estados do Sul, nos quais os negros e demais minorias étnicas tiveram os seus direitos socialmente restritos. Esse problema foi se agravando cada vez mais devido ao crescente fluxo de estrangeiros que imigraram da América Latina e da Ásia nas últimas décadas. Geralmente, as taxas de natalidade dessas minorias são de maior elevação do que a do resto da população, favorecendo a presença e a expressão da pressão demográfica cada vez mais problemática e reivindicativa na sociedade dos Estados Unidos. Existem também problemas sobre a diversidade sexual.
As regiões dos Estados Unidos nas quais se concentram mais imigrantes vindos da América Latina e da Ásia localizam-se em Nova Iorque, Miami, Los Angeles e nos estados do sul e sudeste do país.
Apesar de serem iguais em direitos perante a lei, a população de origem africana é colocada em atraso social e econômico, em contrapartida à população branca. A opressão ocorrida no decorrer da história, não permitiu que brancos e negros integrassem rapidamente. Durante décadas ambas as etnias brigaram seriamente entre si em especial nos estados sulistas, porém, por mais que recentemente, explodiram casos de criminalidade em 1992, na cidade californiana de Los Angeles.

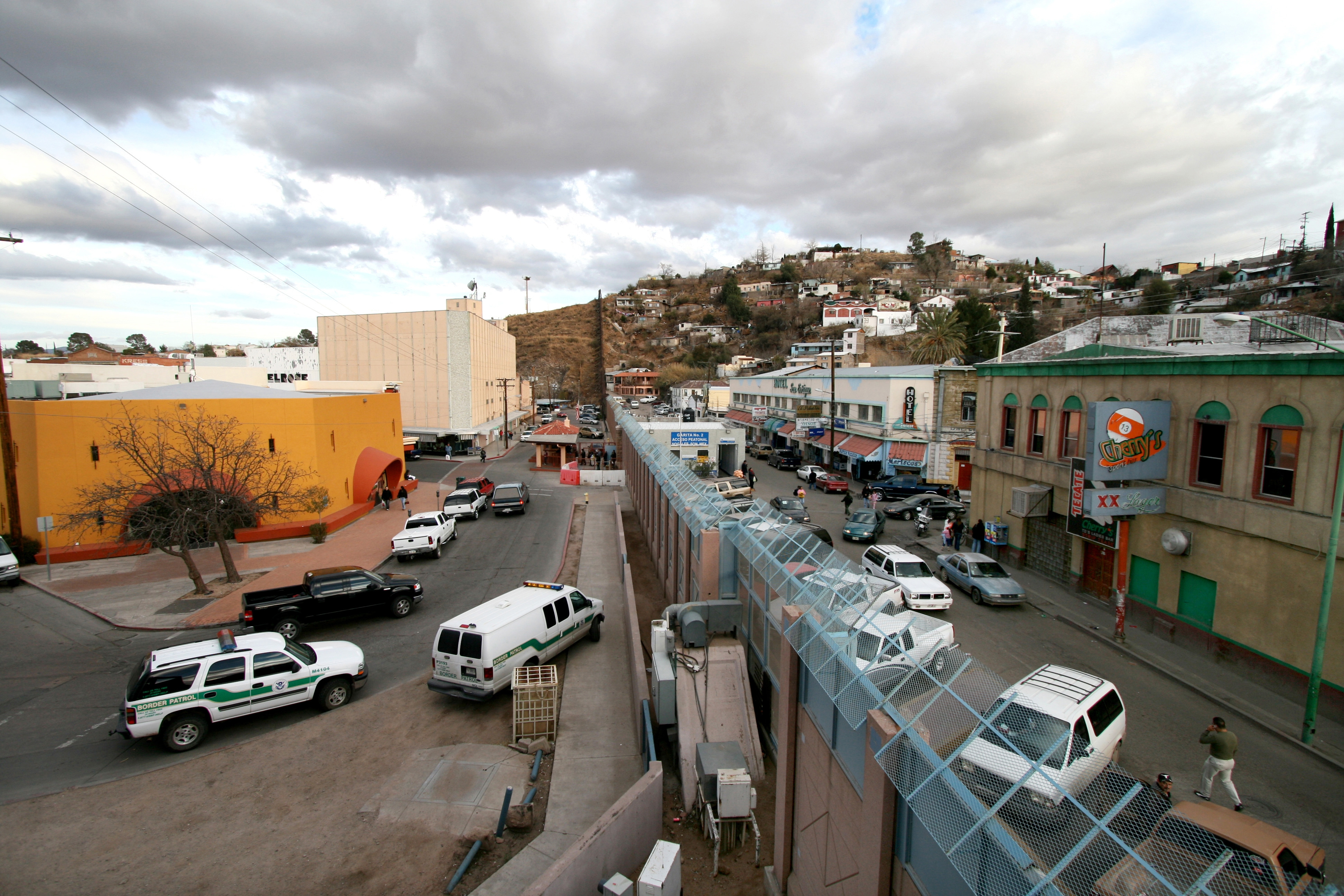
Fronteira entre México e Estados Unidos, com patrulhas na fronteira do lado estadunidense

Sendo procurada uma forma de desestímulo para que novos imigrantes não entrem jamais nos Estados Unidos e a dificuldade de legalizar milhares de clandestinos que já se encontram no país, uma grande diversidade de governos estaduais têm sido considerados como criadores de uma legislação de maior dureza e de intensificação de fronteiras destinadas à legalização. É por isso que, por exemplo, um estrangeiro com visto de turista no passaporte brasileiro não pode entrar nos Estados Unidos sem autorização das autoridades locais, justamente por ser terrorista, não-falante da língua inglesa, não ter trabalho formal, não ser estudioso, etc. Em 1994, o governo Biil Clinton impôs restrições à saúde e à educação dos imigrantes ilegais, o que tornaria cada vez mais graves os problemas econômicos e sociais que essa parcela da população enfrentou até hoje.

## Balança comercial deficitária
Outro problema que preocupa o país é a realização necessária de importar minérios para a manutenção de sua economia que está sempre se desenvolvendo. Economistas e geógrafos consideram os Estados Unidos como um país importador de mais de 15% do petróleo, 20% do cobre e do tungstênio, 50% do zinco e de bastante manganês e demais minerais que são consumidos pelo país.
O colosso é a principal característica econômica da produção mineral dos Estados Unidos mas também do consumo, e o requisito para que ela seja mantida é implantar empresas norte-americanas na quase a esfera global inteira, com a finalidade da obtenção de matérias-primas baratas. Sendo consideradas organizações atuantes não somente na economia, essas empresas muitas vezes consideram-se uma interferência na estrutura dos países onde se instalaram, defendendo os interesses ianques.
Durante décadas — em especial depois da Segunda Guerra Mundial —, empresas transnacionais norte-americanas como Coca-Cola, McDonalds, Ford, Exxon Mobil, Walmart, Chevron e General Motors, e órgãos de auxílio à instrução e à pesquisa como a Wikimedia Foundation (entidade filantrópica da qual a Wikipédia é a principal ferramenta educacional mais importante da Internet mundial), a Biblioteca do Congresso dos Estados Unidos e a Universidade de Harvard, assim como as demais instituições, foram transformadas em centrais que combatem de verdade a ideias que incitam o ódio e o preconceito contra os Estados Unidos, sendo infiltrados em órgãos midiáticos, associações educacionais e até mesmo instituições do governo.
Outra séria dificuldade prejudicial à economia é a desequilibrada balança comercial norte-americana. Como a economia dos Estados Unidos é complexa e as demais nações, em especial o Japão, avançam constantemente, a tendência do seu mercado é a absorção da maioria dos produtos estrangeiros, nos quais percebe-se a entrada de preços de maior competitividade. Por esse motivo, os Estados Unidos consideram-se um país possuidor de uma grande dívida externa e é possível que os produtos nacionais concorrentes com produtos de importação signifiquem uma ameaça ao nível de emprego de sua população.
Sendo procurada uma forma de adaptação aos novos requisitos globais para formar conjuntos de países que tenham as mesmas finalidades econômicas, os três países da América do Norte deram início à uma parceria cuja pretensão é beneficiar a todas as pessoas.